# Jeremy Bentham
Jeremy Bentham (phát âm /ˈbεnθəm/ hoặc /ˈbεntəm/) (15 tháng 2 năm 1748 – 6 tháng 6 năm 1832) là một luật gia, nhà triết học người Anh. Ông nổi tiếng nhất là người sáng lập ra Chủ nghĩa vị kỷ. Ông là anh trai của Samuel Bentham, một kỹ sư, nhà phát minh kém nổi tiếng hơn.

## Cuộc đời

### Tuổi ấu thơ và niên thiếu
Jeremy Bentham sinh ra tại Spitalfield, Luân Đôn, Anh. Cậu được sinh ra trong một gia đình giàu có. Cậu bé Jeremy được gọi là thần đồng khi mới chỉ bước đi lẫm chẫm. Bằng chứng là cậu đã đọc hết bộ lịch sử nhiều tập về nước Anh trên bàn làm việc của cha mình. Và cậu được học tiếng Latin khi mới sang tuổi thứ ba.
Jeremy Bentham vào trường Westminster School và vào năm 1760, ông được cha gửi vào Queen's College, thành phố Oxford. Ở nơi đây Jeremy lấy bằng cử nhân năm 1763 và thạc sĩ năm 1766.

### Khi trưởng thành
Jeremy Bentham đi học để trở thành một vị luật sư và ông đã tham gia phiên tòa trong cuộc đời mình vào năm 1769. Cha ông buộc Bentham theo nghề luật như mình và tin chắc rằng đứa con cực kỳ thông minh của ông sẽ trở thành một vị đại pháp quan xuất sắc. Nhưng không, Bentham đã ngừng công việc của mình và ước mơ của cha, không phải vì ông cảm thấy mình không có tài mà vì luật pháp nước Anh lúc đó quá rắc rối. Bentham biết được sự thật này sau khi nghe Sir William Blackstone giảng dạy môn này. Vậy là, thay vì làm cái nghề tuân theo luật, ông lại quyết định phê phán và thay đổi luật.
Năm 1792, cha Bentham qua đời. Điều đó khiến Bentham buộc phải độc lập về tài chính. Trong hoàn cảnh đó, ông trở thành một tác gia của vùng Westminster. Công việc của Bentham khá đều đặn: 40 năm ở đo là 40 năm ông viết không ngừng, mỗi ngày từ một chục đến hai chục tờ bản thảo, ngay cả khi bước sang tuổi 80.

### Qua đời
Jeremy Benthem qua đời vào ngày 6 tháng 6 năm 1832. Ở trường đại học đầu tiên của Anh kể từ thời Trung cổ, University College London, tại tiền sảnh, trong một cái hòm kính, xác của Bentham được ướp nằm ở trong đó. Ông vẫn mặc trang phục thường ngày trên người, tuy nhiên cái đầu lại được thay thế bằng mô hình bằng sáp. Có một lời mô tả thú vị rằng ông "đang hiện diện nhưng không bỏ phiếu".

### Tính cách
Jeremy Bentham được coi là một người lập dị.

## Tổng quan về sự nghiệp của Bentham
Bentham có hai sự nghiệp lớn: triết học và luật pháp. Về triết học, ông nổi bật với thuyết vị lợi, hay còn gọi là chủ nghĩa công lợi; ông được coi là cha đẻ trường phái triết học này. Triết học của ông chủ yếu dựa vào các nhà tư tưởng trước Cách mạng Pháp. Về luật pháp, như đã nói ở trên, trước ông làm luật sư, sau ông trở thành người cải cách pháp luật. Ấy là chưa kể ông có những cải cách về xã hội.

## Chủ nghĩa công lợi
Chủ nghĩa công lợi xác định chân lý Chân-Thiện-Mỹ dưới hình thức lạc thú, giống như triết lý khoái lạc đã làm, nhưng nguyên tắc chân lý này nhiều hơn. Bentham đã dựa vào ý này để triển khai một hệ thống đức tin xác tín. Theo hệ thống này, hành động đúng hay sai phải được dựa vào kết quả để phán xét. Cụ thể hơn đó là: kết quả tốt là đem lại hạnh phúc, kết quả xấu là gây ra đau khổ; vì vậy, hành động đúng là gia tăng hạnh phúc, hành động là gây thêm đau khổ.
Benthem đã viết như thế này:
| “                                                                 | Thực chất, nguyên tắc vị lợi được sử dụng để chuẩn ý hoặc phủ nhận mọi loại hành vi, xét đến ảnh hưởng của chúng đối với lợi ích chung của cả cộng đồng - nói cách khác, xét đến khuynh hướng phát huy hay đối kháng với hạnh phúc và lợi ích của một cộng đồng. "Tạo hóa đã đặt con người dưới sự cai trị của hai ông chúa tể, là khổ và sướng. Chỉ có chúng mới cho chúng ta biết phải làm gì, cũng như quyết định chúng ta sẽ làm gì" | ” |
| — Bentham, Dẫn nhập vào các nguyên tắc luân lý và pháp chế (1789) | |   |

Nếu nhìn vào đoạn văn này, ta thấy Bentham xác định lợi ích là hạnh phúc, là niềm vui, là tiện nghi, là tiến bộ hay đại loại là cái gì đó ngăn chặn đau khổ, tội ác và bất hạnh.
Nói một cách lý thuyết, sự chính đáng của hành vì còn tùy thuộc vào sự vị lợi của nó. Ngược lại, sự vị lợi là thước đo của kết quả của những hành vi. Nói về kết quả, Bentham hay dùng hai từ đau khổ và lạc thú, đơn giản là vì, theo suy nghĩ của Bentham, chúng ngắn gọn, dễ hiểu và có thể đưa ra ý nghĩa súc tích. Đối với nhà triết học người Anh, dùng hai từ này để diễn tả giá trị là thích đáng nhất vì chúng là những từ toàn diện duy nhất.
Có thể nhiều người hiểu rõ những gì Bentham, nhưng thật không may cho ông là không phải ai cũng chọn lạc thú và hưởng thụ nó một cách có chừng mực. Nhưng có thể ông đã lường trước việc này nên đưa ra 7 tiêu chuẩn của cái mà ông gọi là "phép tính lạc thú" và 4 hình thức của sự trừng phạt. Chúng là:
- 7 tiêu chuẩn của lạc thú:

- Cường độ: Mức độ tác động.
- Thời lượng: Thời gian diễn ra.
- Xác định hoặc bất định: Mức độ đảm bảo rằng kinh nghiệm sẽ dẫn đến cảm giác khoái lạc khi hưởng lạc thú.
- Khoảng cách: Mức độ gần gui, chặt chẽ của lạc thú.
- Phong phú: Khả năng tiếp cận với những thú vui khác.
- Độ thuần thục: Khả năng loại trừ gây khó chịu hay đau đớn.
- Phạm vi: Mức độ chia sẻ với những người khác

- 4 hình thức trừng phạt:

- Thể xác: Nếu ăn uống quá độ, anh ta sẽ bị bội thực hoặc chán ứ hoặc đổ bệnh.
- Pháp lý: Nếu vui bất hợp pháp, anh ta sẽ bị phạt
- Công đạo: Nếu vui bất công, anh ta hoặc bị loại trừ khỏi xã hội, hoặc bị chỉ trích.
- Tôn giáo: Nếu buông thả mình loan luân, Thượng đế sẽ trừng phạt.

## Cải cách pháp luật và xã hội[1]

### Pháp luật
Bentham sống trong hoàn cảnh lịch sử đặc biệt. Thời đại ông sống là thời đại diễn ra hai sự kiện lớn: Cách mạng Pháp và Cách mạng công nghiệp. Trước những biến động của hai sự kiên này, Bentham nổi lên như gương mặt quan trọng nhất trong phong trào cải cách luật pháp. Bentham đã giảm bớt tính chất kỹ thuật và tăng sự gần gũi của những điều trong pháp luật.
Bentham đã không ngần ngại chỉ trích những bộ luật bịa đặt và những điều không bình thường khác liên quan đến lịch sử. Ông cải cách pháp luật theo đúng tư tưởng chủ nghĩa công lợi mà ông theo đuổi: pháp luật phải đảm bảo hai điều: được các vị luật sư biên soạn và phải thay đổi phù hợp với hoàn cảnh.
Soạn luật là một trong những chủ đề mà Bentham quan tâm nhiều nhất. Tham vọng của ông đó là soạn một vài bộ luật cho Anh và vài quốc gia; tuy nhiên, ông hay bị chỉ trích không chú ý đến khó khăn của công việc và không để ý đến việc cần có thiết chế riêng cho mỗi quốc gia.
Dự phóng lớn nhất mà Bentham đề cập đến là pháp chế: thăm dò và tạo nên nền tảng cho luật pháp và chính quyền hoàn chỉnh. Xuất phát từ đó, Bentham cần một biện pháp hoàn thiện hoặc có giá trị. Và ông đã bộc lộ tư tưởng chủ nghĩa công lợi khi đưa ra định nghĩa rằng pháp chế là nguyên tắc đem lại hạnh phúc nhiều nhất.

### Xã hội
Gia tăng hạnh phúc cũng là mục tiêu để Bentham cải cách xã hội. Và nó hoàn toàn thực tế. Chẳng thế mà ông đề xuất xe lửa mã lực nối giữa Luân Đôn và Edinburgh, êknh đào Panama, kỹ thuật bảo quản đông lạnh đậu Hà Lan. Ấy là chưa kể ông thiết kế nhà tù mà ông gọi là panopticon.
Ông dẫn đầu một nhóm nhà triết học được biết đến là những nhà triết học cấp tiến kêu gọi cải cách nhà tù, chế độ kiẻm duyệt, giáo dục, luật lệ tình dục, thể chế công cộng. Đó luôn là chương trình nghị sự của cánh tả về chính sách xã hội.

## Tổng kết
Rất tiếc là tư tưởng của Bentham lại có nhiều nhược điểm.
- Ông định nghĩa quá đơn giản hoặc hàm hồ hoặc vừa quá đơn giản vừa hàm hồ về những khái niệm cơ bản của đạo đức.
- "Phép tính hạnh phúc" của ông cũng khó mà áp dụng, đây là ý kiến mà nhiều người, trong đó có cả những người hâm mộ Bentham nhiều nhất.
- Các luận chứng của ông, dù công phu, vẫn dựa vào quá nhiều những tiền đề bất túc và hàm hồ.
- Những phân tích của ông về các khái niệm giải thích hành vi nhân bản còn quá đơn giản.

## Ảnh hưởng
Bentham có ảnh hưởng đến sự ra đời của chủ nghĩa xã hội Anh.

## Tác phẩm[1]
- Tản luận về chính quyền (1776)
- Dẫn nhập vào các nguyên tắc luân lý và pháp chế (1789)
- Trừng phạt và tưởng thưởng (1811)